# Ивелин Иванов (политик)
Ивелин Статев Иванов е български политик от ГЕРБ. Народен представител от ГЕРБ в XLVII и XLVIII народно събрание. Областен управител на област Силистра при управлението на третото правителство на Бойко Борисов (2017 – 2021).

## Биография
Ивелин Иванов е роден на 16 декември 1970 г. в град Силистра, Народна република България. Завършва Професионална гимназия по механотехника „Владимир Комаров“ в Силистра, след което ВВОВУ „Васил Левски“ във Велико Търново.
Работил е в Българската армия (1989 – 1996) и в МВР (1997 – 2014). През периода от 2009 до 2013 г. е директор на ОД на МВР – Силистра. През 2015 г. е назначен за главен секретар на Областна администрация Силистра.